# سن آگوستین (تگزاس)
سن آگوستین، تگزاس (به انگلیسی: San Augustine, Texas) یک منطقهٔ مسکونی در ایالات متحده آمریکا است که در شهرستان سن آگوستین، تگزاس واقع شده‌است.

## خصوصیات
سن آگوستین ۱۲٫۵ کیلومترمربع مساحت و ۲٬۴۷۵ نفر جمعیت دارد و ۱۱۳ متر بالاتر از سطح دریا واقع شده‌است.